# Quercus alnifolia
Quercus alnifolia, és una espècie de roure perennifoli que pertany a la família de les fagàcies i està classificat dins de la secció Cerris. Es va introduir a Europa, (França) el 1815.

## Descripció
Quercus alnifolia és un tipus d'arbust o arbret perennifoli, de creixement lent, que creix fins als 6-8 m d'alçada, més petit en el cultiu (2-3 m). A causa de la seva baixa estatura (amb relació a altres roures) es refereix de vegades com el roure nan.
Les seves fulles són simples, ovobate a suborbiculars, 1,5-6 (-10) cm de llarg, 1-5 (-8) cm d'ample, glabre i brillant de color verd fosc per sobre i densament daurat o marró tomentós per sota, amb marges serrats i nervadura elevada. Els pecíols de les fulles són fortes, 6-10 (-12) mm de llarg i piloses. Les flors són unisexuals, aments masculins són de color groc verdós que formen raïms penjants o difondre en les puntes de les branques, les flors femelles són axil·lars, solitàries o en grups de 2-3. Les glans són estrictament obovades o subcilíndriques, en general s'estreny cap a la base, 2-2,5 cm de longitud i 0,8-1,2 cm, amb un endocarpi llenyós i cúpula d'escates fortament recorbats. L'escorça és de color gris fosc cendra, solcat, les branquetes joves densament piloses, amb lenticel·les de color gris a marró.

## Distribució i hàbitat

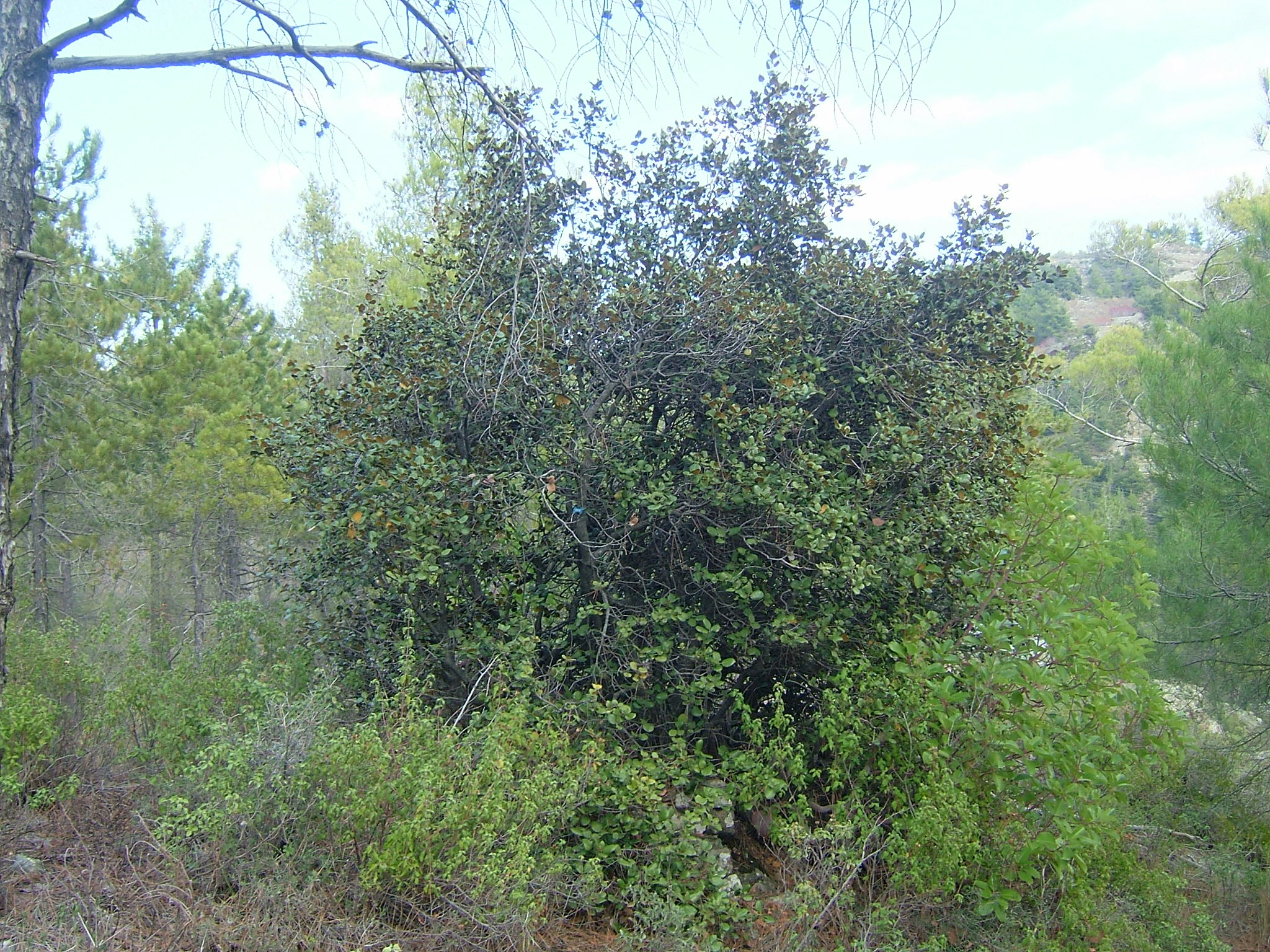
Un arbust de Quercus alnifolia en un lloc de pins a prop Karvounas, a les muntanyes de Tróodos

És endèmic de Xipre, on creix només en estat salvatge a les muntanyes de Tróodos, a prop de 800 m. S'assembla a l'alzina (Quercus ilex), de vegades confós amb el garric (Quercus coccifera). S'ha descrit que s'hibrida ocasionalment amb el garric (Quercus coccifera ssp. calliprinos).
Quercus alnifolia està restringit al Massís de Tróodos, on creix en un substrat geològic de roques ígnies a una altitud de 400 a 1800 m. Ocupa hàbitats secs en associació amb el Pinus brutia o forma densos matolls en hàbitats temperats, caracteritzats per sòls profunds dels boscos.

## Importància ecològica i estat de conservació
Quercus alnifolia ofereix estabilització dels sòls contra l'erosió per la seva capacitat per colonitzar vessants pedregosos i rocosos. En la seva àrea de distribució, és l'espècie de fulla ampla més importants que formen masses forestals, mentre que la major part dels boscos xipriotes estan coberts per coníferes (Pinus brutia). Suports gruixos de Quercus alnifolia en hàbitats temperats, modifiquen considerablement les condicions d'humitat del lloc i dels sòls forestals que formen amb l'humus afavoreix l'existència d'espècies d'herbes que prosperen en l'ombra.
Quercus alnifolia està protegit per la llei forestal de Xipre, mentre que el tipus d'hàbitat "Matollars i vegetació de bosc baix del Quercus alnifolia (9390)" és un hàbitat prioritari d'Europa (Directiva 92/43/CEE). Grans extensions de boscos de l'espècie han estat proposats per a la seva inclusió en la xarxa ecològica de la Unió Europea Natura 2000.

## Taxonomia
Quercus alnifolia va ser descrita per Alois Joseph Poech i publicat a Enum. Pl. Cypr. 12. 1842.
Etimología
Quercus: nom genèric del llatí que designava igualment al roure i a l'alzina.
alnifolia: epítet llatí que significa "amb les fulles del gènere Alnus".
Sinonímia
- Quercus alnifolia var. argentea Hadjik. & Hand
- Quercus cypria Jaub. & Spach[9][10]